# Changelog
Changelog (ang. change – zmiana; log – zapis) – dziennik lub inna forma zapisu wszelkich zmian dokonywanych w projekcie strony internetowej lub aplikacji komputerowych. Changelog opisuje wykryte i naprawione bugi (błędy) lub udostępnienie nowych funkcji.
Często autorzy modyfikacji oprogramowania rozpowszechnianego jako tzw. Open Source dołączają listę zmian przez nich wprowadzonych, by ułatwić prace kolejnym programistom.
Projekty wiki mają wbudowany system changelog dla haseł – tak zwaną historię edycji umożliwiającą przeglądanie wcześniejszych wersji strony i zmian wprowadzanych przez autorów.